# MCH Arena
MCH Arena (tidigare SAS Arena) är FC Midtjyllands hemmaarena i Herning. 
Den invigdes 27 mars 2004 och ägs av Messecenter Herning, men SAS köpte sig till namnet. Arenan fick sitt nuvarande namn den 1 juli 2009.
Byggkostnaden var 85 miljoner danska kronor. Arenan är byggd så att den kan utvidgas. Genom att lyfta bort taket kan man uppnå en kapacitet på 15 000 åskådare.
Publikrekordet är 11 763 åskådare.